# Stálice
Stálice je historické označení pro hvězdy, které vůči sobě navzájem nemění svoji polohu a vytvářejí dobře známá souhvězdí. 
Starověcí astronomové se proto domnívali, že tyto hvězdy jsou upevněny na nebeskou klenbu (lat. firmamentum), zatímco Slunce, Měsíc a planety se vůči této klenbě pohybují. Na rozdíl od stálic, jejichž světlo se mírně třpytí a jsou pozorovány pouze jako body, svítí planety klidným světlem a při velkém zvětšení dalekohledu se jeví jako malé kotoučky. Když se ukázalo, že odlišnost planet spočívá v tom, že stejně jako Země obíhají kolem Slunce, kdežto domnělá "stálost" ostatních hvězd plyne z jejich mnohem větší vzdálenosti, pojem stálice ztratil význam a užívá se už jen v astrologii. Vlastní pohyb „stálic“ objevil roku 1718 Edmund Halley.